# Championnat du Venezuela de football 1964
Navigation
Saison 1963 Saison 1965
La saison 1964 du championnat du Venezuela de football est la huitième édition du championnat de première division professionnelle au Venezuela et la quarante-quatrième saison du championnat national. Le championnat est scindé en deux tournois où les équipes s'affrontent en matchs aller-retour; le vainqueur de chaque tournoi se qualifie pour la finale pour le titre.
C'est le Deportivo Galicia qui remporte la compétition, après avoir battu en finale nationale le club de Tiquire Flores. C'est le tout premier titre de champion de l'histoire du club.

## Les clubs participants
| - Deportivo Portugués - Tiquire Flores - UD Canarias - Deportivo Italia - Deportivo Galicia - La Salle FC |

## Compétition
Le barème utilisé pour établir le classement est le suivant :
- Victoire : 2 points
- Match nul : 1 point
- Défaite : 0 point

### Première phase
| Rang | Équipe              | Pts | J  | G | N | P | Bp | Bc | Diff |
| ---- | ------------------- | --- | -- | - | - | - | -- | -- | ---- |
| 1    | Deportivo Galicia   | 16  | 10 | 7 | 2 | 1 | 22 | 9  | +13  |
| 2    | Deportivo ItaliaT   | 15  | 10 | 7 | 1 | 2 | 20 | 10 | +10  |
| 3    | Tiquire Flores      | 12  | 10 | 5 | 2 | 3 | 21 | 12 | +9   |
| 4    | UD Canarias         | 10  | 10 | 4 | 2 | 4 | 12 | 12 | 0    |
| 5    | Deportivo Portugués | 4   | 10 | 1 | 2 | 7 | 9  | 26 | -17  |
| 6    | La Salle FC         | 3   | 10 | 1 | 1 | 8 | 10 | 25 | -15  |

|  | Qualification pour la finale nationale |

### Seconde phase
| Rang | Équipe              | Pts | J  | G | N | P | Bp | Bc  | Diff |
| ---- | ------------------- | --- | -- | - | - | - | -- | --- | ---- |
| 1    | Tiquire Flores      | 13  | 10 | 6 | 1 | 3 | 21 | 13  | +8   |
| 2    | La Salle FC         | 12  | 10 | 5 | 2 | 3 | 16 | 14  | +2   |
| 3    | Deportivo Galicia   | 11  | 10 | 5 | 1 | 4 | 22 | 16  | +6   |
| 4    | UD Canarias         | 11  | 10 | 3 | 5 | 2 | 11 | 12  | -1   |
| 5    | Deportivo Portugués | 10  | 10 | 3 | 4 | 3 | 11 | 212 | -201 |
| 6    | Deportivo Italia    | 3   | 10 | 1 | 1 | 8 | 7  | 21  | -14  |

|  | Qualification pour la finale nationale |

### Finale nationale
| Équipe 1       | Résultat | Équipe 2          | Aller | Retour |
| -------------- | -------- | ----------------- | ----- | ------ |
| Tiquire Flores | 2 - 4    | Deportivo Galicia | 0 - 2 | 2 - 2  |

## Bilan de la saison
| Championnat du Venezuela de football 1964 |                               |
| Champion                                  | Deportivo Galicia (1er titre) |
| Coupes et trophées                        |                               |
| Vainqueur de la Coupe du Venezuela 1964   | Tiquire Flores                |
| Qualifications continentales              |                               |
| Copa Libertadores 1965                    | Deportivo Galicia             |
| Promotions et relégations                 |                               |
| Promus en Primera División                | Aucun                         |
| Relégués en Segunda A                     | Aucun                         |